# Campionato africano maschile under 19 di pallavolo 2016
Il campionato africano maschile under 19 di pallavolo 2016 si è svolto dall'8 al 10 settembre 2016 a Kélibia, in Tunisia: al torneo hanno partecipato quattro squadre nazionali under 19 africane e la vittoria finale è andata per l'ottava volta alla Tunisia.

## Impianti
|                                                                             |  |  |
|                                                                             |  |  |
| Salle de Sport Aissa Ben Nasr Città: Kélibia Capienza: - Anno d'apertura: - |  |  |

## Regolamento

### Formula
Le squadre hanno disputato un'unica fase con formula del girone all'italiana.

### Criteri di classifica
Se il risultato finale è stato di 3-0 o 3-1 sono stati assegnati 3 punti alla squadra vincente e 0 a quella sconfitta, se il risultato finale è stato di 3-2 sono stati assegnati 2 punti alla squadra vincente e 1 a quella sconfitta.
L'ordine del posizionamento in classifica è stato definito in base a:
- Punti;
- Ratio dei set vinti/persi;
- Ratio dei punti realizzati/subiti.

## Squadre partecipanti
| Squadra | Qualificazione      | Ultima partecipazione |
| ------- | ------------------- | --------------------- |
| Egitto  | -                   | Tunisia 2015          |
| Marocco | -                   | Sudafrica 2010        |
| Ruanda  | -                   | Algeria 2013          |
| Tunisia | Paese organizzatore | Tunisia 2015          |

## Torneo

### Risultati
| 8 settembre 2016 Salle de Sport Aissa Ben Nasr, Kélibia Durata: 1h:17 - Spettatori: 200  | Egitto  | 3 - 0 | Marocco | 25-19, 25-14, 25-17        |
| 8 settembre 2016 Salle de Sport Aissa Ben Nasr, Kélibia Durata: 1h:38 - Spettatori: 400  | Tunisia | 3 - 1 | Ruanda  | 25-20, 18-25, 25-15, 25-19 |
| 9 settembre 2016 Salle de Sport Aissa Ben Nasr, Kélibia Durata: 1h:42 - Spettatori: 300  | Egitto  | 3 - 1 | Ruanda  | 19-25, 25-22, 25-15, 25-21 |
| 9 settembre 2016 Salle de Sport Aissa Ben Nasr, Kélibia Durata: 1h:23 - Spettatori: 500  | Tunisia | 3 - 0 | Marocco | 29-27, 25-15, 25-17        |
| 10 settembre 2016 Salle de Sport Aissa Ben Nasr, Kélibia Durata: 1h:12 - Spettatori: 400 | Marocco | 3 - 0 | Tunisia | 25-22, 25-17, 25-20        |
| 10 settembre 2016 Salle de Sport Aissa Ben Nasr, Kélibia Durata: 1h:23 - Spettatori: 500 | Tunisia | 3 - 0 | Egitto  | 25-23, 25-19, 25-22        |

### Classifica
| Pos | Squadra | Pt | G | V | P | SV | SP | Ratio | PF  | PS  | Ratio |
| --- | ------- | -- | - | - | - | -- | -- | ----- | --- | --- | ----- |
| 1   | Tunisia | 9  | 3 | 3 | 0 | 9  | 1  | 9.000 | 247 | 202 | 1.223 |
| 2   | Egitto  | 6  | 3 | 2 | 1 | 6  | 4  | 1.500 | 233 | 208 | 1.120 |
| 3   | Marocco | 3  | 3 | 1 | 2 | 3  | 6  | 0.500 | 184 | 213 | 0.864 |
| 4   | Ruanda  | 0  | 3 | 0 | 3 | 2  | 9  | 0.222 | 221 | 262 | 0.844 |

## Podio

### Campione
Formazione: 1 Ata Lakenji, 2 Amir Makni, 3 Ghiath Hmaied, 4 Mahdi Jenhani, 5 Sofien Chaaben, 6 Nidhal Mhemdi, 7 Atef El Khadim, 8 Salem Naffeti, 9 Khaled Langliz, 10 Mohammed Fehri, 11 Amir Ghariani, 12 Hedi Khazri, 13 Yassine Abdelhedi, 14 Mohammed Toubib, CT: Yassine Sghairi

## Classifica finale
| Pos | Squadre | Qualificazione                    |
| --- | ------- | --------------------------------- |
|     | Tunisia | Campionato mondiale under 19 2017 |
|     | Egitto  | Campionato mondiale under 19 2017 |
|     | Marocco |                                   |
| 4   | Ruanda  |                                   |

## Premi individuali
| Premio                | Nome             | Squadra |
| --------------------- | ---------------- | ------- |
| MVP                   | Mohammed Fehri   | Tunisia |
| Miglior attaccante    | Muyasser Rayyan  | Egitto  |
| Miglior muro          | Mohammed Fehri   | Tunisia |
| Miglior servizio      | Henri Marciel    | Ruanda  |
| Miglior palleggiatore | Atef El Khadim   | Tunisia |
| Miglior ricevitore    | Oussama Alazhari | Marocco |
| Miglior libero        | Adham Abderrahim | Egitto  |